# Andronik
Andronik – imię męskie pochodzenia greckiego. Pochodzi od starogreckiego imienia Andronikos (gr. Ανδρόνικος) wywodzącego się od słów andros (człowiek) i nike (zwycięstwo), które w złożeniu znaczą „zwycięzca”.
Andronik imieniny obchodzi 30 maja i 11 października.
Andronik w innych językach:
- rosyjski — Андроник, Андрон, Ондрон[2].

## Osoby o tym imieniu
- Andronik I Komnen — (1100?–1185) cesarz bizantyjski
- Andronik II Paleolog — (1260–1332) cesarz bizantyjski
- Andronik III Paleolog — (ok. 1296–1341) cesarz bizantyjski
- Andronik IV Paleolog — (1348–1385) cesarz bizantyjski
- Andronikos z Rodos (ok. 70 p.n.e.) — filozof perypatetycki, wydawca pism Arystotelesa
- Andronik — koptyjski patriarcha Aleksandrii
- Andronik — postać biblijna, święty prawosławny